# Діахронія
Діахронія (від грец. dia — «через» і χρόνος — «час») — історична послідовність розвитку мовних явищ, а також дослідження мови у процесі її історичного розвитку; протилежне синхронії. Фердинанд де Сосюр протиставляв синхронію як вісь одночасності і діахронію як вісь послідовності та вважав, що це протиставлення відповідає протиставленню статики та динаміки, системності та безсистемності. На його думку, є дві абсолютно різні лінгвістики — синхронічна та діахронічна.